# Bolero
El bolero es un género musical de origen cubano, declarado Patrimonio Inmaterial de la Humanidad en 2023 como género tradicional en Cuba y México. También muy popular en todos los países hispanoamericanos.

## Orígenes e historia

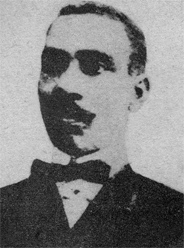
José Pepe Sánchez.

El género es identificable por algunos elementos rítmicos y nuevas formas de composición que surgieron en el quehacer musical en la isla de Cuba durante el siglo XIX. Aunque comparte el nombre con el bolero español, que es una danza que surgió en el siglo XVIII y se ejecuta en compás ternario de 3/4, el género cubano desarrolló una célula rítmica y melodía diferente, en compás de 4/4.
El bolero típico cubano surgió alrededor de 1840. Se acepta que el primer bolero fue Tristezas, escrito por el cubano José Pepe Sánchez en Santiago de Cuba en 1883.
Esa pieza dio origen formal al género con el acompañamiento musical que se denomina «clásico» de guitarras y percusión.
A pesar de haber sido totalmente conformado en el Santiago de Cuba del último tercio del siglo XIX, el bolero no llegó a La Habana hasta finales de siglo, encontrándose a principios del siglo XX espectáculos como “La clave del triunfo del bolero” a cargo del quinteto a Alberto Villalón, que junto a Sindo Garay fueron los principales responsables de llevar el bolero no sólo a la capital cubana, sino fuera de la isla: Villalón lo llevó a México (concretamente a Veracruz) y Sindo Garay y Emiliano Blez (discípulo y compañero de quinteto respectivamente de Pepe Sánchez) lo llevaron a San Juan De Puerto Rico. Se mantiene que en esos mismos años el bolero pudo llegar a España, concretamente a Santander, donde fue interpretado en las noches de sus “Baños de Ola”. En esos primeros años se realizaron en los primitivos cilindros Edison las primeras grabaciones de bolero, a cargo del tenor Adolfo Colombo, primera voz del quinteto de Alberto Villalón. Años después de extendería por toda Hispanoamérica, enraizando sobre todo en México donde se grabó “tristezas” con el nombre de “un beso”.
El bolero evolucionó de música de cantinas y peñas a música de serenatas y su temática romántica lo hizo aceptable para todas las clases sociales. Por otro lado, la aparición de nuevas tecnologías como la radio en los años 30 y las grabaciones en nuevos formatos  y sobre todo el cine mexicano de los años 30, 40 y 50 provocaron una mayor difusión de este género.[cita requerida]

## Subgéneros
Los países del gran Caribe hispano adoptaron el producto musical que Cuba ofertaba en los años veinte y los treinta. Con el tiempo, el bolero se fusionó con otros géneros musicales y provocó el surgimiento de algunos «subgéneros» como el bolero rítmico, el Bolero son,  bolero-chacha, bolero mambo, el bolero ranchero (bolero acompañado de mariachi mexicano), el bolero moruno (bolero con influencias gitanas e hispánicas), el bolero salsa,  e incluso la bachata.

## Orquestación y desarrollo
En un primer momento, el bolero desarrolló su lenguaje a partir de los "tríos" de guitarra. En los años 30 aparecieron las orquestas tropicales, luego las orquestas al estilo big band y por último, las orquestaciones de tipo sinfónico que le aportarían refinamiento al acompañamiento musical del bolero durante unos treinta años (1935-1965). Cuba y México se convirtieron en la meca para los músicos y cantantes del bolero.
Para la masificación del bolero fue fundamental el desarrollo de medios de comunicación como la radio, los programas en vivo en televisión y las películas de cine con sus actores-cantantes así como las grabaciones en discos, cuya impresión evolucionó de los discos de 78 a los de 45 RPM (revoluciones por minuto), hasta llegar a los de 33, llamados "larga duración", LD, LP o long play. Otro factor que incidió en el auge del bolero fue el relativo aislamiento cultural de América Latina en los años cercanos y posteriores a la I Guerra Mundial. Esto permitió al bolero cultivarse y desarrollarse sin claras competencias foráneas que lo amenazaran.
La «era dorada» del bolero es coincidente con el período de las dictaduras militares en los años treinta, cuarenta y cincuenta. El éxito del bolero sirvió a los intereses de estos regímenes, ya que promovía cierta alienación romántica en un público al que se quería mantener al margen de las cuestiones políticas.

## Bolero mexicano

### Inicios
El bolero llega a México a través de la península de Yucatán. Varios son los géneros musicales que permitieron la adopción del bolero en México, aunque fue la música y canto vernáculo de finales del siglo XIX de la península de Yucatán la que por su historia en común (cercanía, historia de esclavitud, ritmos bailables, uso de instrumentos musicales comunes y la corriente migratoria de cubanos hacia México) la que comenzaría interpretando de manera más cercana al bolero cubano. 
El año de 1921 marca el surgimiento del bolero mexicano y "Morenita mía" de Armando Villarreal Lozano, parece ser el primer bolero mexicano. De 1925 a 1929 hay un gran auge de la trova yucateca, la cual definirá definitivamente el bolero en México.
Para entender el rápido auge que tuvo, se tiene que mencionar que en la década de 1920 a 1930 la radio adquirirá una gran influencia, por lo tanto es en esta década en la que el bolero mexicano se consolida. Surgen las radiodifusoras CYL, CYB (esta estación continúa transmitiendo hasta nuestros días bolero, con las siglas XEB-AM) y posteriormente de forma masiva la XEW y la XEQ juegan un papel muy importante en este proceso, con transmisiones de programas musicales en vivo en los que los boleristas mexicanos logran la consagración de este género en toda América Latina. Durante la década de 1930 el género musical parecía tener en algunos países una fuerte competencia con el tango, pero en 1935, año en que muere Carlos Gardel, el género sufre un enorme empuje.

### Después de 1940
Al difundirse el bolero desde Cuba por toda América Latina, el bolero se convirtió en un género musical importante en la historia musical de México. Su nacimiento, influencia y desarrollo dependió de su cercanía a la isla cubana, por lo que comparte un gran parecido en estilo musical con el bolero cubano, incluso llegando a influir más tarde en este, al ser un género musical que tuvo una alta popularidad en la década de 1940 a 1970, fue un país importante para su proyección internacional durante la época de Oro del cine mexicano (entre 1936 y 1959).

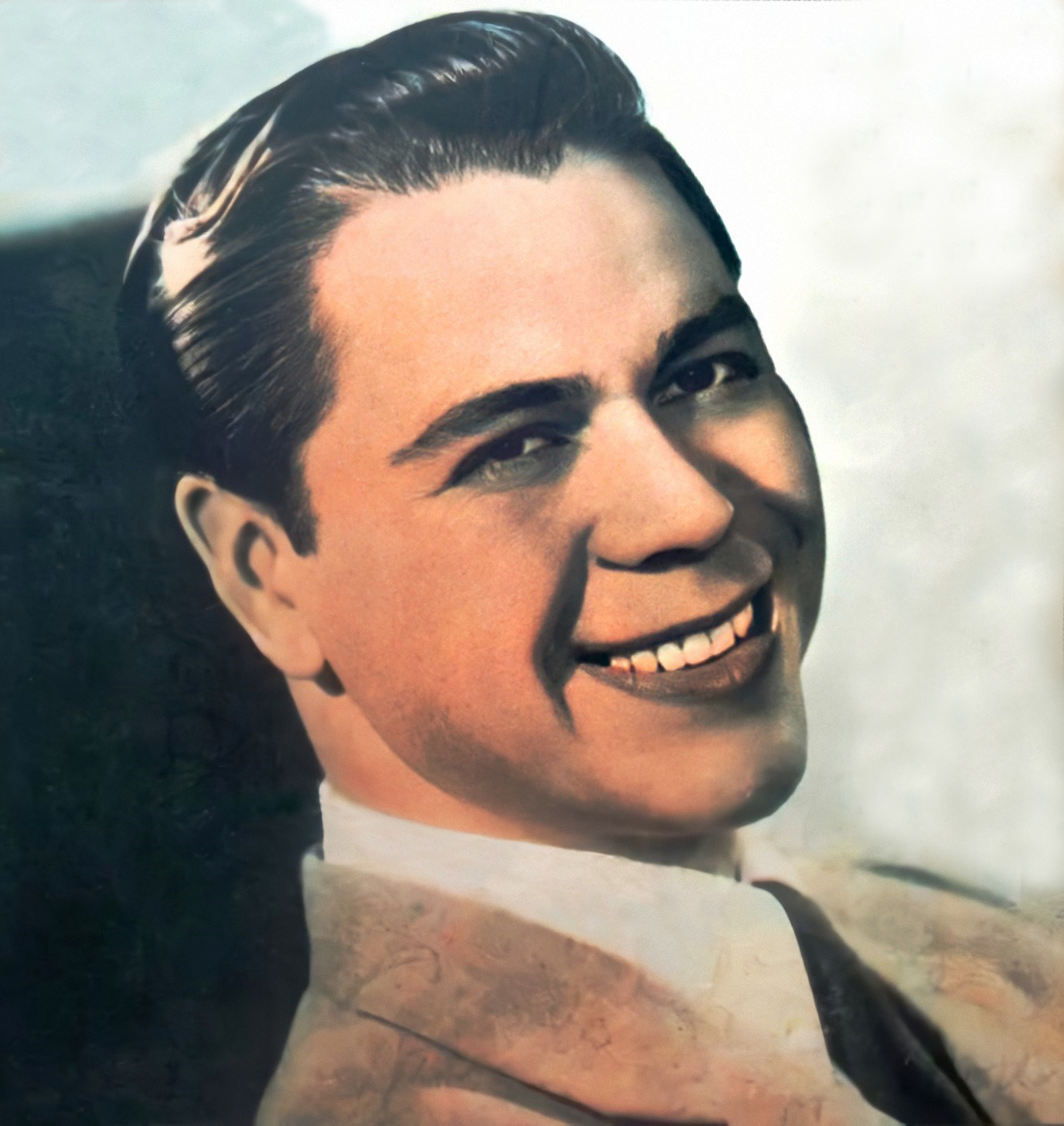
Lucho Gatica es considerado el «rey del bolero».

En México destacarán figuras como la de Manuel M. Ponce (1882-1948) y Tata Nacho (1894-1968), además de los yucatecos Luis Demetrio, Ricardo Palmerín, Pepe Domínguez, Ricardo López Méndez, y José Antonio Zorrilla Martínez. El primero de los llamados en México "grandes intérpretes" fue Augusto Alejandro “Guty” Cárdenas, y posteriormente el Trío Los Panchos y Agustín Lara. Es la década de 1930 muy importante para el género, pues la mayoría de los grandes intérpretes tenían una importante formación académica musical, tal es el caso del mismo Guty Cárdenas y Agustín Lara, María Grever, María Victoria, Lorenzo Barcelata, Alfonso Esparza Oteo, Gonzalo Curiel, Consuelito Velázquez y Juan Arvizu.
Agustín Lara es considerado el mayor de los creadores de bolero en México. Nacido musicalmente como un intérprete de burdeles, desarrolla su estilo a través del piano fuertemente influenciado por Guty Cárdenas, para finalmente convertirse en uno de los mayores compositores a nivel mundial, causando revuelo entre la sociedad artística de su época. A través del bolero escribe un considerable número de temas clásicos del cancionero mexicano, como “Rosa”, "María Bonita", “Como dos puñales”, “Gota de amor”, “Sólo tú”, “Cabellera negra”, "Mujer”, "Solamente una vez".
Durante la década de 1940, el bolero mexicano fue presentado a grandes audiencias en Los Estados Unidos y América Latina en la red de radio CBS y sur red de radio "Cadena de las Américas". Músicos mexicanos como Juan Arvizu y Néstor Mesta Cháyres colaboraron con el compositor argentino Terig Tucci y la vocalista puertorriqueña Elsa Miranda y el acordeonista estadounidense John Serry y la cantante mexicoamericana Eva Garza y el director de orquesta estadounidense Alfredo Antonini en el programa de radio Viva América durante la Segunda Guerra Mundial. Estas actuaciones introdujeron el bolero a nuevas audiencias en América del Norte y del Sur.
Entre las décadas de 1940 a 1970  en México se consolidará el bolero ranchero, con base en una mezcla entre la vieja canción melódica con el vigor instrumental del mariachi utilizando trompetas, violines y guitarrón y encarnado en las voces de Pedro Infante, Pedro Vargas, Jorge Negrete, José Alfredo Jiménez y Javier Solís. El bolero ranchero tuvo proyección internacional a través del cine mexicano, a la vez que seguían existiendo grupos de bolero romántico, muy populares en las zonas urbanas manifestados en la serenata popular tradicional, como es el caso de Los Tres Ases; el bolero así se consolida como género de incontables grupos locales.

### Segunda mitad del siglo XX
En el bolero mexicano domina el lirismo literario y una gran riqueza melódica, con intérpretes y cantantes que exhiben una gran amplitud de registros y variabilidad de voces. Su desarrollo y cercanía con otros géneros musicales de México hizo que surgiera una amplía división de boleros mexicanos: lariano (de cabaret), ranchero, de tríos, yucateco, etc.
Entre los boleristas mexicanos contemporáneos, destaca Marco Antonio Muñiz y Armando Manzanero, quien grabó su primer álbum como solista en 1967. Interpretarán bolero la española Rocío Dúrcal y José José. Entre los intérpretes mexicanos que continúan interpretando este género actualmente, se puede mencionar a Cristian Castro, Edith Márquez, El Español Raúl Díaz, "Karén", Manuel Mijares, Guadalupe Pineda, Jorge "Koke" Muñiz, Carlos Cuevas, Lila Downs, Natalia Lafourcade y Luis Miguel, pareciendo existir dos tendencias, una que trata de acercarse al bolero de antaño, mezclada con orquestación e instrumentos de cuerda y piano, y una nueva corriente ecléctica más libre, con sonidos soul, rock y pop, pero que busca no perder la esencia de los grandes compositores.
En 2016 surge en México el Instituto para la Preservación y Fomento del Bolero en México (IPFBM) A.C., que anunció organizar un Congreso Anual del Bolero y tiene como misión preservar y promocionar el género para las nuevas generaciones.

## Cambio en el gusto musical

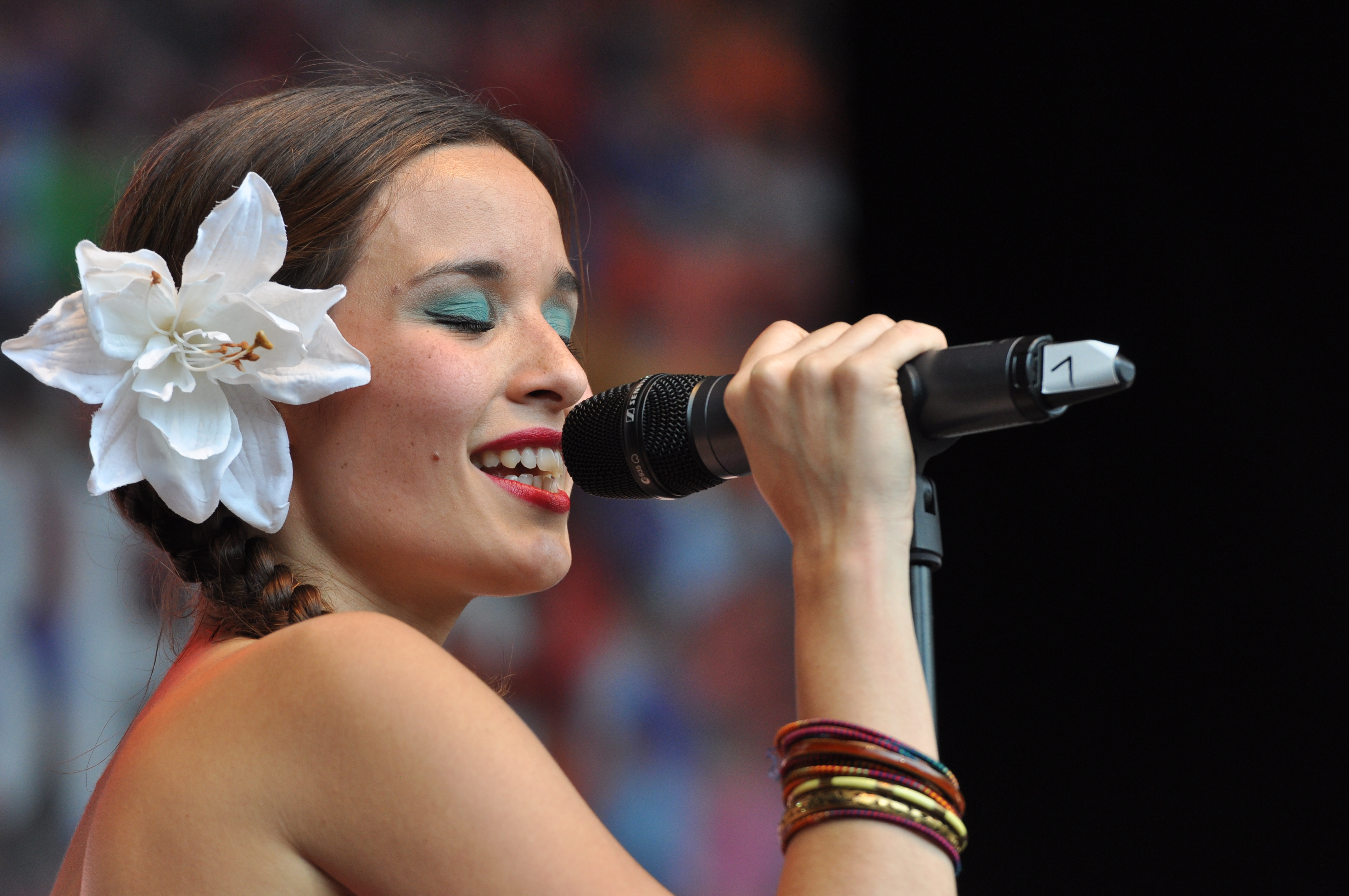
Catalina García, vocalista y compositora de la banda Monsieur Periné.

El bolero se mantuvo como una corriente musical de primer orden durante unos treinta años pero el público empezó a interesarse más por otra música como la salsa, y posteriormente también por géneros como el merengue o la bachata, Rock& Roll, Rock, por lo que el bolero al igual que otros géneros, y música bailable como el mambo o el cha-cha-chá, sufrió la misma suerte aunque en menor medida. Su popularidad decayó en la segunda mitad de los años 1960.
El bolero ha continuado entre presente en el gusto musical el público latinoamericano, ya que se siguen escuchando muchos de su exponentes de décadas atrás, como Lucho Gatica, Olga Guillot la Reina del Bolero, Javier Solís, María Dolores Pradera, Chavela Vargas, Orlando Contreras, Alci Acosta, Julio Jaramillo, Rolando Laserie, Daniel Riolobos, Alfredo Sadel, Antonio Prieto, Felipe Pirela o Daniel Santos, seguirían interpretándolo hasta el final de sus días como cantantes. El bolero se constituyó en influencia para las baladas o canción romántica. En compositores como Armando Manzanero es notoria la huella del bolero a la hora de concebir baladas.[cita requerida] Intérpretes como Marco Antonio Muñiz y José José "confesarían" que lo que interpretan son boleros pero con arreglos de baladas pop.[cita requerida]

## Siglo XXI
A finales del siglo XX y durante la primera década del siglo XXI, el bolero vivió un nuevo momento de gloria, aunque las orquestaciones irían tras el sello y color de la balada. En este retorno del bolero forman parte artistas como Alejandro Fernández, Gloria Estefan, Cristian Castro, José Feliciano, Sin Bandera, Laura Pausini, Edith Márquez, Luis Miguel, Rocío Dúrcal, Mijares, Guadalupe Pineda, Tamara, Dyango, Los Tres de la Noche,Café Quijano, Andrés Cepeda, Gilberto Santa Rosa, Electrodomésticos,Eliades Ochoa y Charlie Zaa, entre otros.
En la segunda década del siglo XXI, el bolero vive un segundo resurgimiento de la mano de artistas como Natalia Lafourcade, Lila Downs, Mon Laferte, La Santa Cecilia o Daniel, Me Estás Matando quienes incluyen boleros dentro de su repertorio, esto dentro de la escena musical mexicana. En Chile, este renacimiento del bolero, tiene como exponentes a la ya mencionada Mon Laferte (que reside en México pero muy cercana a su país natal), Bloque Depresivo (banda liderada por Aldo Asenjo "el macha" fundador de La Floripondio y Chico Trujillo), Demian Rodríguez, Rulo (también bajista de Los Tetas), Flor del Recuerdo, Carlos Cabezas Rocuant (álbum Has sabido sufrir), Paz Court y Ana Tijoux, con un proyecto musical llamado Roja y Negro, todos dentro de un movimiento que se ha denominado pop de raíz, y que en Colombia, el grupo Monsieur Periné. En Costa Rica destacar la fusión de bolero de Debi Nova.

## Baile
El ritmo del bolero es de un compás de 4/4. En el primer tiempo, la pareja, uno frente a otro y con los cuerpos pegados, solo mueve la pelvis, en el segundo da un paso rápido, en el tercero también, y en el cuarto da un paso lento. [cita requerida]

## Patrimonio inmaterial de la humanidad
El 4 de diciembre de 2023, la UNESCO aprobó durante su 18ª sesión, celebrada en Kasane, Botsuana, la inscripción del Bolero en la Lista Representativa del Patrimonio Cultural Inmaterial (PCI) de la humanidad.